# 歌まつり満月狸合戦
『歌まつり満月狸合戦』（うたまつりまんげつたぬきがっせん）は、1955年5月1日に公開された日本映画。「新藝術プロダクション」製作・新東宝配給、モノクロ、スタンダード、93分。

## キャスト
- お春／お菊：美空ひばり
- お雪：雪村いづみ
- 高康公：藤間林太郎
- 蝶七郎：天津京之介
- 穴倉小十郎：山茶花究
- 黒左衛門：星十郎
- 大八：中村時十郎
- 甚兵衛：上代悠司
- お峰：千秋みつる
- 風天斉：トニー谷
- トプ六：堺駿二
- お浅の方：國友和歌子
- 赤腹の五郎兵衛：川田晴久
- 子分：ダイナ・ブラザース
- 青山針磨：若山富三郎
- 清水次郎長：廣沢虎造
- 小政：大出凱理
- ボーイ長：西川ヒノデ
- 笛吉：山手弘
- 侍女梢：石田早苗
- 水の精：惠川順子
- 森の石松：青山正雄
- 法印大五郎：安藤重男
- 踊り子：秋月惠美子
- 踊り子：芦原千津子

## スタッフ
- 製作：福島通人、杉原貞雄
- 脚本：中田竜雄
- 監督：斎藤寅次郎
- 撮影：服部幹夫
- 照明：中西増一
- 録音：竹川昌男
- 美術：山本一夫
- 音楽：原六郎
- 振付：花柳啓之
- スチール：富田忠
- 助監督：小野田正彦
- 製作主任：平井敏

## リバイバル
- 本作はその後、1958年8月3日に『ひばりといづみの夕月城の歌姫』というタイトルでリバイバル上映された。同時上映はドキュメンタリー映画『ソ連人工衛星 宇宙征服』。

## 映像ソフト
- 1989年8月10日に『歌まつり～』が日本コロムビアからビデオソフト（VHS）化されたが廃盤、現在は『歌まつり～』『～夕月城の歌姫』共々DVD化されていない。

## 参考資料
- 文化庁日本映画情報システム
- 新東宝データベース
- 公開当時パンフレット